# أنقليس ثعباني سرجي
أنقليس ثعباني سرجي (الاسم العلمي: Leiuranus semicinctus) هو نوع من الأسماك، يتبع فصيلة الأنقليس الثعباني.